# 0
0（零／〇）是代表“空量”（无）的一个数。0是-1与1之间的整数，属于偶数，其既不是正数也不是负数。
0是大多数记数系统的位值记号，同样作为占位符数字使用。这种用法起源于印度数学，中世纪时经伊斯兰数学家传播到欧洲，并由斐波那契推广。玛雅人也独立使用了相关概念。
在数论中，0不属于自然数；但在集合论和计算机科学中，0属于自然数。0在整数、实数和其他的代数結構中都有著單位元這個很重要的性質。

## 歷史
关于“0”的概念在其它地区很早就有。巴比伦人、古埃及人、玛雅人分别独立发明了“0”。公元前3000年，巴比伦人就已经懂得使用零来避免混淆。瑪雅文明最早發明特别字体的“0”。瑪雅數字中，“0”以貝殼模樣的象形符號代表。古埃及早在公元前2千年就有人在记账时用特别符号来表示“0”，但该符号并未加入到古埃及数字中。
现在使用的“0”的發明则始於印度。公元前2000年，印度最古老的文獻《吠陀》已有特別「0」概念的應用，當時的0在印度表示無（空）的位置。0这个字体的数字是在5世纪由古印度人发明。他们最早用黑点“.”表示零，后来逐渐变成了“0”。約在6世紀初，印度開始使用命位記數法。7世紀初印度大數學家婆羅摩笈多說明了0加0是0，任何數加上0或減去0得任何數。遺憾的是，他並沒有提到以命位記數法來進行計算的實例。也有的學者認為，0的概念之所以在印度產生並得以發展，是因為印度佛教中存在著「絕對無」這一哲學思想。公元733年，印度一位天文學家在訪問現伊拉克首都巴格達期間，將印度的這種記數法介紹給了阿拉伯人，因這種方法簡便易行，不久就取代了在此之前的阿拉伯數字了。
10世纪波斯数学家伊本·拉班《印度算术原理》第一部分叙述用印度数字0到9为基础的十进位制四则运算和开平方、开立方的土盘程序。
這套記數法後來又傳入西歐地區。由于一些原因，在初引入0这个符号到西方时，曾經引起西方人的困惑，當時西方認為所有數都是可數，而0這個數字會使很多算式、邏輯不能成立（如除以0），甚至認為是魔鬼數字，而被禁用；直至約公元15、16世紀，0才逐漸給西方人所認同，使西方數學有快速發展。
中国古代的筹算数码中没有“零”，遇到“零”就空位。比如“6708”就可以表示为“〦〧　〨 ”。前4世纪，中国数学家已经了解負數和零的概念。1世纪的《九章算術》说：「正負術曰：同名相除，異名相益，正無入負之，負無入正之。其異名相除，同名相益，正無入正之，負無入負之。」（這段話的大意是「方程相消：遇到同符号系数应相减其数值，遇到异符号系数应相加其数值，正系数遇到没有未知项应取负，负系数遇到没有未知项应取正。」）以上文字裡的「無入」通常被数学历史家认为是零的概念。當時并没有使用符号來表示零。
690年時，武则天颁布了则天文字，其中一个字就是「〇」，当时的意义同“星”，代表圆形的星球。瞿曇悉達于718年将印度数字“0”引入中国，以此来代替算筹。宋代蔡沈《律率新书》中用方格表示空缺。金朝《大明历》中有“四百〇三”，“三百〇九”等数字。1247年，秦九韶在其著作數書九章中使用符號「〇」來表示“0”的概念。1248年，李冶《测圆海镜》中也使用了「〇」。
汉字“零”起初并不具有数字“0”的意思。“零”起初表示“零碎”的意思，比如“零头”等。“一百零五”的意思是：在一百之外，还有一个零头五。随着数字的引进。“105”读作“一百零五”，“零”字与“0”对应，“零”于是具有了“0”的含义。

## 数学性质
- 0是否属于自然数仍有争议，数论领域认为0不属于自然数，集合论和计算机科学领域认为0属于自然数。
国际标准ISO 31-11:1992（英语：ISO_31-11）中，从集合论角度规定：符号{\displaystyle \mathbb {N} }所表示的自然数包括正整数和0。中国国家标准GB 3102-11:93参照国际标准作出同样规定。

- 平方數，為0的平方。
- 立方數，為0的立方。
- 第1個普洛尼克數，為0與1的乘積。下一個為2。
- 第0個佩爾數。下一個為1。
- 第0個斐波那契數。前一個、下一個與下兩個皆是1、前兩個是-1。
- 0是個高斯整數。
- 0可被2整除，所以0是偶數。
- 分數中的分母不可以是0。
- 0非正非负，0的相反数和绝对值是其本身。
- 0乘以任何实数都等于0（0×10=0），任何实数加上0等于其本身（1+0=1）。
- 0没有倒数和负倒数，任何數（包括0）除以0皆無意義。
- 0不能做对数的底。
- 0的正数次方等于0，0的负数次方是無意義。
- 0的0次方目前是未定式，部分領域中，如組合數學，常用的慣例是定義為1。也有人主張定義為1。[14][15]
- 0階乘（記作0!）定義為1。
- 0 為任何非零整數之倍數。
- 0作為序数一般僅出現於計算機領域。
- 0是斐波那契数列中，僅有的3個平方數之一（另外兩個是1與144）。[16]
- 0是唯一一個使得沒有複數w滿足ew = z的複數z。

### 0的因數和倍數
當{\displaystyle a\times b=c}（{\displaystyle a\,\!}、{\displaystyle b\,\!}、{\displaystyle c\,\!}為整數）時，定義{\displaystyle a\,\!}和{\displaystyle b\,\!}為{\displaystyle c\,\!}的因數，{\displaystyle c\,\!}為{\displaystyle a\,\!}和{\displaystyle b\,\!}的倍數。
{\displaystyle \because a\times 0=0}（{\displaystyle a\,\!}為任何實數）
{\displaystyle \therefore a}為0的因數，0為{\displaystyle a\,\!}的倍數，也就是說，任何整數都是0的因數。
另外，因为0不能作为任何数的因数，所以0没有倍数。

## 人类文化
- 在計算機科學中，0經常用於表示布尔值假（F）。
- 在数位电路中，不使用精确的电压值来代表信号的值，只使用「0」和「1」两个值。「0」表示低于预先规定的阈值电压，被称为低电平或者逻辑0。与之对应，「1」表示高于预先规定的阈值电压，被称为高电平或者逻辑1。注意负逻辑时的规定相反，高电平为逻辑0。
- 在電話網路中，國家代碼（國家或地區號）開始為00（兩個0），其下的地方區號（郡或市等地區代碼）開始為0（一個0）。
- 数字0的使用使數學快速發展。
- 0号线

## 外部連結
- 倪梁康：〈零與形而上學〉（页面存档备份，存于）（2009）